# 배따라기
배따라기는 평안도 민요의 일종으로 배떠나기가 와전된 것이다. 민요보다 장절형잡가로 볼 수 있는 노래이다. 사설의 내용은 뱃사람의 고달픈 생활을 서사체로 엮고 있다. 후렴이 붙지 않는 장절형식이며, 장단은 불규칙 장단이고 가락은 수심가형이 주가 되나, 경기잡가의 영향을 받았다고 할 수 있다. 따라서, 비장한 민요이다. 

## 자진배따라기
자진배따라기는 평안도 민요의 일종이다. 배따라기에 이어서 부르는 빠른 장단으로 된 노래이다. 긴 배따라기가 뱃사공의 고달픈 생활을 그리는 비장한 노래인 반면 자진배따라기는 풍어를 기원하는 노래이다. 고기잡이가 잘되어 봉죽을 박고 오는 노래라 해서 봉죽타령이라고도 한다. 장단은 세마치장단이고 가락은 수심가형이 주가 되고 잡가목이 끼여 있다. 후렴이 붙는 장절형식이며, 매우 씩씩하고 장쾌한 민요이다. 